# 高宏峰
高宏峰（1953年12月—），内蒙古阿荣旗人。中国共产党党员。内蒙古水利电力学校（现并入内蒙古工业大学）热动力专业专科毕业，中共中央党校党政专业函授大学学历。历任中组部调研员；民航总局人事劳动司副司长、司长、政治部主任、副局长等职。2008年3月升任交通运输部副部长。